# Battaglia di Tarvisio (1797)
La battaglia di Tarvisio si svolge fra il 21 ed il 24 marzo 1797. L'armata della Prima Repubblica francese, guidata da Napoleone Bonaparte, sconfigge le truppe asburgiche comandate dall'arciduca Carlo d'Asburgo-Teschen e si apre la strada per l'Austria.

## Preludio
Dopo la vittoriosa Battaglia di Valvasone del 16 marzo 1797 Napoleone prosegue la sua avanzata nel Friuli e nella Venezia Giulia. Pianificando una manovra a tenaglia per la conquista di Tarvisio e del valico che porta verso Villaco e la Carinzia, ordina alla divisione del generale Massena di puntare a nord verso Tarvisio, risalendo il corso del Tagliamento e quindi del Fella mentre lui, con il grosso delle forze dirige inizialmente ad est, verso Palmanova e Gorizia. Al generale Joubert, al comando di una divisione schierata in Trentino (estrema ala sinistra francese), conferma l'ordine di restare momentaneamente sulla difensiva. L'arciduca Carlo è così costretto a tenere divise le sue forze, non avendo ancora ben chiaro se l'intento di Napoleone sia di forzare in massa il valico di Tarvisio per entrare in Carinzia oppure di dirigere a est su Lubiana.
Il 19 marzo il generale Bernadotte sgomina una colonna asburgica e la costringe alla resa a Gradisca d'Isonzo quindi punta su Gorizia. L'arciduca Carlo sposta di conseguenza il grosso delle sue truppe fra Villaco in Carinzia e Tarvisio.

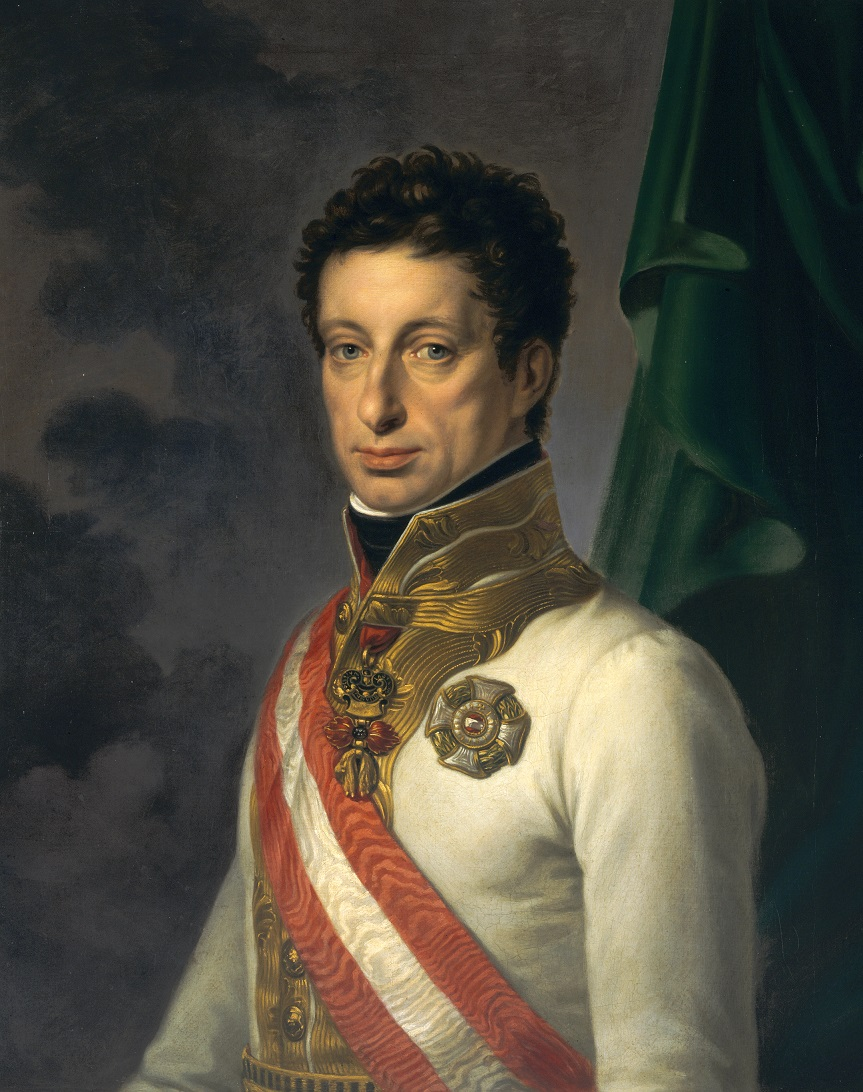
Carlo d'Asburgo-Teschen

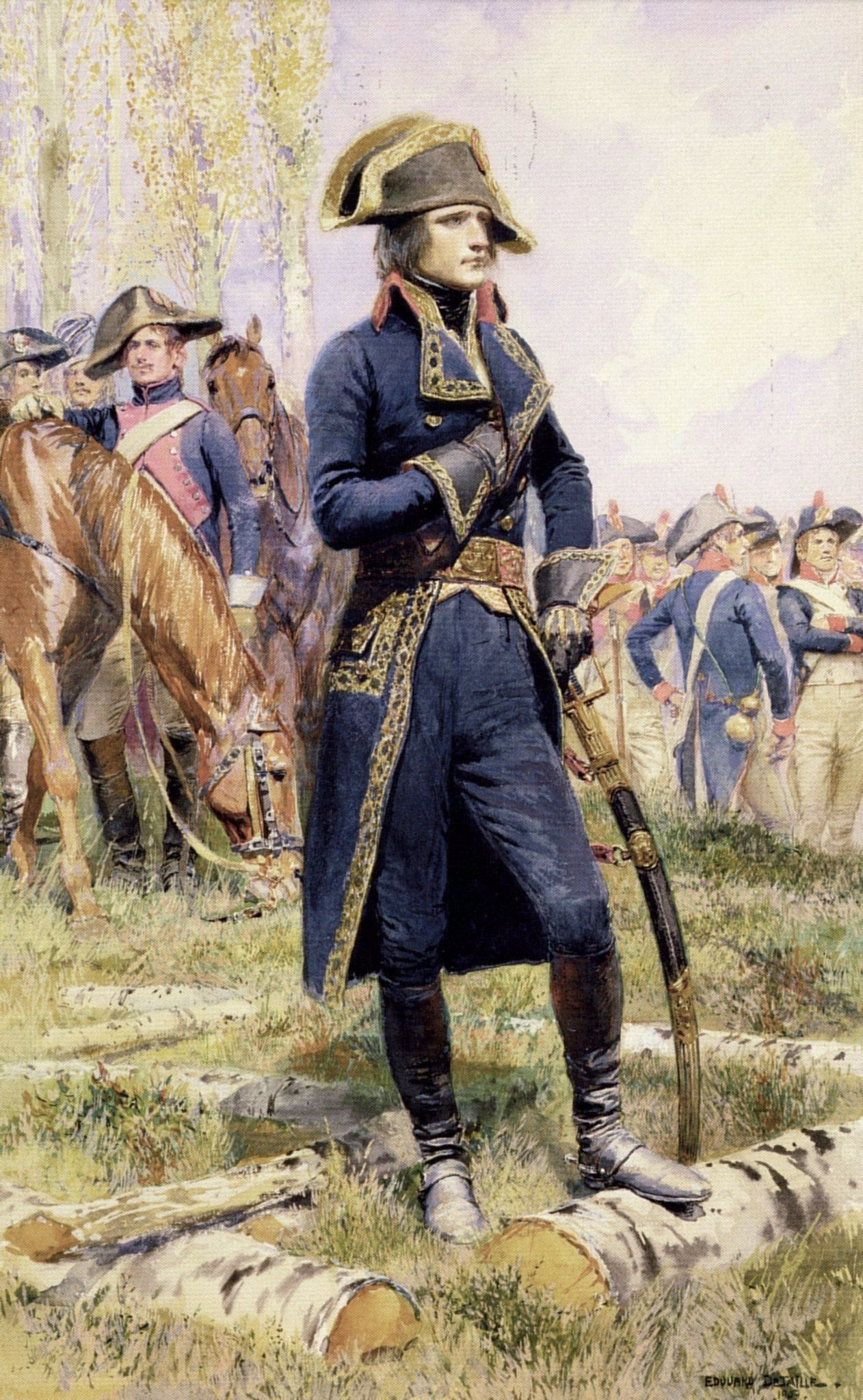
Napoleone nella prima Campagna d'Italia

## La battaglia
Il 21 marzo 1797 la divisione di Massena, dopo scontri minori nei giorni precedenti a Venzone, conquista Chiusaforte e Pontebba. La stessa notte Napoleone ordina alla divisione di Guieu di muovere da Cividale, risalire la valle del Natisone e dirigere su Tarvisio passando per Caporetto, l'alta valle Isonzo, Plezzo/Bovec e il passo del Predil, così da stringere Tarvisio in una morsa. Contestualmente ordina a Massena di attaccare subito Tarvisio, muovendo da Pontebba ed a Bernadotte di dirigersi lungo la via di Lubiana prendendo posizione a non più di 5 leghe (circa 20 chilometri) da Gorizia, così da mantenere il presidio del fronte isontino.
Il giorno dopo Guieu sbaraglia una retroguardia asburgica presso il villaggio di Stupizza (Pulfero) e marcia verso Caporetto, costringendo l'arciduca Carlo a spostare reparti da Tarvisio e Camporosso/Saifnitz verso Plezzo/Bovec. Massena approfitta prontamente dell'occasione e da Pontebba, vinti presidi asburgici a Malborghetto, Ugovizza e Camporosso/Saifnitz il 23 marzo entra a Tarvisio, dove resiste a forti contrattacchi guidati dallo stesso arciduca Carlo. Nel frattempo Guieu da Caporetto risale l'alta valle dell'Isonzo e il 23 marzo, superate le resistenze asburgiche presso la fortezza di Chiusa/Kluže (Plezzo/Bovec), valica il passo del Predil ed all'alba del 24 marzo scende su Tarvisio, circondando e costringendo alla resa gli asburgici che stanno ancora contrattaccando Massena. Restano in mano francese migliaia di prigionieri, 25 cannoni e, bottino particolarmente prezioso, centinaia di carri carichi di vettovaglie e munizioni.

## Conseguenze
La strada per Villaco è aperta e Napoleone, lasciata la divisione di Bernadotte a presidio del fronte isontino, ordina anche alla divisione di Chabot, che aveva sostituito il generale Serurier alle prese con una ricaduta di malaria, di muovere da Gorizia, risalire la valle dell'Isonzo e raggiungere Tarvisio dal passo del Predil, per poi congiungersi al resto delle forze francesi in Carinzia. Le retrovie in Friuli e nei territori della Repubblica di Venezia saranno presidiate dalla divisione di Victor in rientro dopo la vittoria di Faenza (2 febbraio) sulle truppe pontificie. Contemporaneamente ordina a Joubert di passare all'offensiva sul passo del Brennero, con lo scopo di transitare per la valle della Drava e congiungersi a Klagenfurt al resto dell'armata che arriverà da Tarvisio. Il 30 marzo Napoleone arriva a Klagenfurt in coda alla divisione Chabot, unitasi il giorno prima alle truppe di Massena e Guieu. Subito dopo iniziano primi contatti con gli asburgici per un possibile accordo di pace. Il 5 aprile si completa l'unione delle divisioni francesi con l'arrivo di Joubert, che segnala la presenza di rivolte in tutto il Tirolo contro i presidi francesi. Napoleone, già preoccupato dall'allungamento delle sue linee di rifornimento, ritenendo insufficienti le forze a disposizione per attaccare Vienna e non ricevendo risposte da Parigi alle sue ripetute richieste di rinforzi, affretta le trattative per un accordo di pace, pur continuando ad avanzare. Quando l'armata francese è a circa 160 km da Vienna i contendenti iniziano serie trattative per cessare le ostilità ed il 18 aprile sottoscrivono l'Armistizio di Leoben, preliminare del trattato di pace che sarà poi firmato il 17 ottobre 1797 a Campoformio (oggi Campoformido), a metà strada fra Udine e Codroipo.